# Paralaubuca
Paralaubuca es un género de peces de la familia Cyprinidae y de la orden de los Cypriniformes.

## Especies
El género tiene cinco especies reconocidas:
- Paralaubuca barroni (Fowler, 1934)
- Paralaubuca harmandi Sauvage, 1883
- Paralaubuca riveroi (Fowler, 1935)
- Paralaubuca stigmabrachium (Fowler, 1934)
- Paralaubuca typus Bleeker, 1864